# Bersham Ironworks

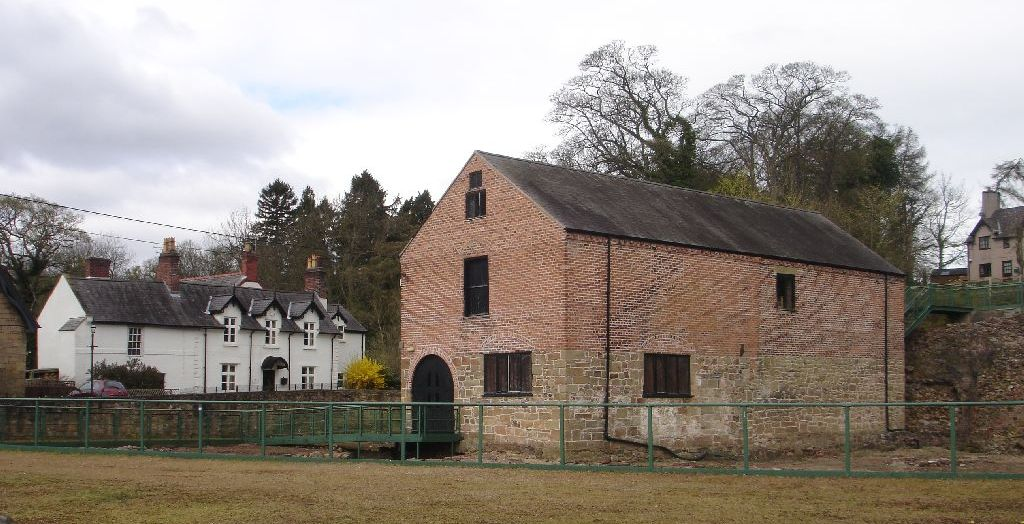
Les forges de Bersham aujourd'hui.

Bersham Ironworks, située à Bersham (en), près de Wrexham, au Nord du Pays de Galles fut le deuxième site industriel à utiliser la fonte au coke en Angleterre, par des quakers, membres de la famille Darby qui avaient réussi la première fonte au coke en 1709 à Coalbrookedale.

## Un site très lié à celui d'Abraham Darby
La fonderie avait été utilisée dès 1640 au service de la Royal Navy pour fabriquer des canons pour les royalistes pendant la guerre civile anglaise au début des années 1640, avant que l'armée britannique ne passe sous le contrôle du parlement protestant.
Le forgeron quaker Charles Lloyd (1662-1728), s'installe en 1717, l'année de la mort d'Abraham Darby, en établissant des liens avec la communauté des quakers de Coalbrookedale et dès 1721 réussit à faire fonctionner la fonderie au coke. John Hawkins, l'un des gendres d'Abraham Darby, reprend en 1727 la fonderie après qu'elle a connu des difficultés financières. John Hawkins reçut l'aide de sa belle-famille pour faire fonctionner cette fonderie.
Un accord est conclu entre les deux communautés quakers, prévoyant que Bersham se concentre sur la fonderie de pots et ustensiles tandis que Coalbrookdale investit toute son énergie sur la fabrication des pompes à vapeur de Thomas Newcomen, qui viennent de percer en 1732 sur le marché français, à la Compagnie des mines d'Anzin, ce qui se traduit par l'expansion des deux sites en 1733, avec l'ajout d'un fourneau à oxygène augmenté et une chambre de préparation du coke et du minerai.

## L'arrivée d'Isaac puis deJohn Wilkinson
La fonderie sera reprise à nouveau, en 1753 par un autre fondeur de pots et ustensiles, Isaac Wilkinson, le père de John Wilkinson, un ouvrier du village d'Abraham Darby, qui y travaille depuis 1753.
Isaac Wilkinson espère que le passé industriel reconnu du site, couplé à la montée en puissance de la technologie dans les années 1730, l'aide à gagner des contrats militaires, auprès du Board of Ordnance, alors que la guerre de Sept Ans, grosse consommatrice en canons de marine, approche.
Il s'installe en 1753 sur ce site avec son fils cadet William, qui n'a que neuf ans. Son fils aîné John Wilkinson accepte de le rejoindre trois ans après, en 1756, lorsque commença la guerre de Sept Ans, pour lui apporter une aide technique. John Wilkinson travaille alors depuis trois ans dans le village d'Abraham Darby, où il s'est marié en 1755, et où l'on vient, à force de patience et de travail, de mettre au point une fonte au coke suffisamment fiable pour aller plus loin que les usages jusque-là permis : ustensiles, bassines et pièces pour les pompes à vapeur de Thomas Newcomen.
Un an après le début de la guerre, en 1757, Isaac Wilkinson construisit aussi, avec des associés, un haut fourneau à Willey, dans le Shropshire, près de Broseley, sur le site d'Abraham Darby où travaillait son fils depuis 1753. En 1763, le fils reprend ce site aussi.

## Conflit familial chez les Wilkinson
Deux ans après, l'année 1759 vit ouvrir deux autres fonderies à canons, la Carron Company, opérée sur les mines de charbon d'Écosse par le scientifique John Roebuck, et la Dowlais Iron and Co opérée par Isaac Wilkinson, décidément entreprenant, au sud du Pays de Galles car il sait que la Royal Navy a pour projet de mieux valoriser les différents bassins houillers du pays, en particulier celui qui a un énorme potentiel inutilisé, les mines de charbon du Pays de Galles. Mais la Dowlais Iron and Co connaît un démarrage difficile, le capital n'étant levé qu'avec retard et Isaac Wilkinson étant accusé par son fils John Wilkinson de se disperser un peu, avec des contrats dans trop de forges différentes.
En 1761, le conflit tourne au combat judiciaire : Bersham Ironworks est mis en faillite, puis relancé sous un nouveau nom, la New Bersham and Co, cette fois détenue par les deux fils et dirigée par l'aîné John Wilkinson, qui a 33 ans et vient de se marier en 1759.
John a perdu son épouse un an après le mariage en 1756, lors de son arrivée à Bersham Ironworks et se remarie en 1763, l'année où son père doit quitter les lieux, emmenant d'abord un des meilleurs ouvriers, au sud du Pays de Galles à la Dowlais Iron and Co, puis en partant avec cet ouvrier à Bristol, lors de cette même année 1763.
Trente ans plus tard, ses deux fils se brouilleront profondément, à la suite du voyage en France du cadet, William Wilkinson, qui a contribué à installer une fonderie géante au Creusot, la première utilisant la fonte au coke en France.
De plus, John Wilkinson a créé en 1793 une nouvelle fonderie, Brymbo Ironworks dans le village de Brymbo, près du bourg voisin de Wrexham, qui concurrence sérieusement Bersham Ironworks, dont William Wilkinson est resté actionnaire depuis l'éviction de leur père en 1761 et 1763. William est contraint de vendre ses parts à John. Il se venge, plus tard, en payant des gros bras pour détruire la fonderie dont leur père avait été exproprié.